# 旧氷上郡各町村組合立高等小学校

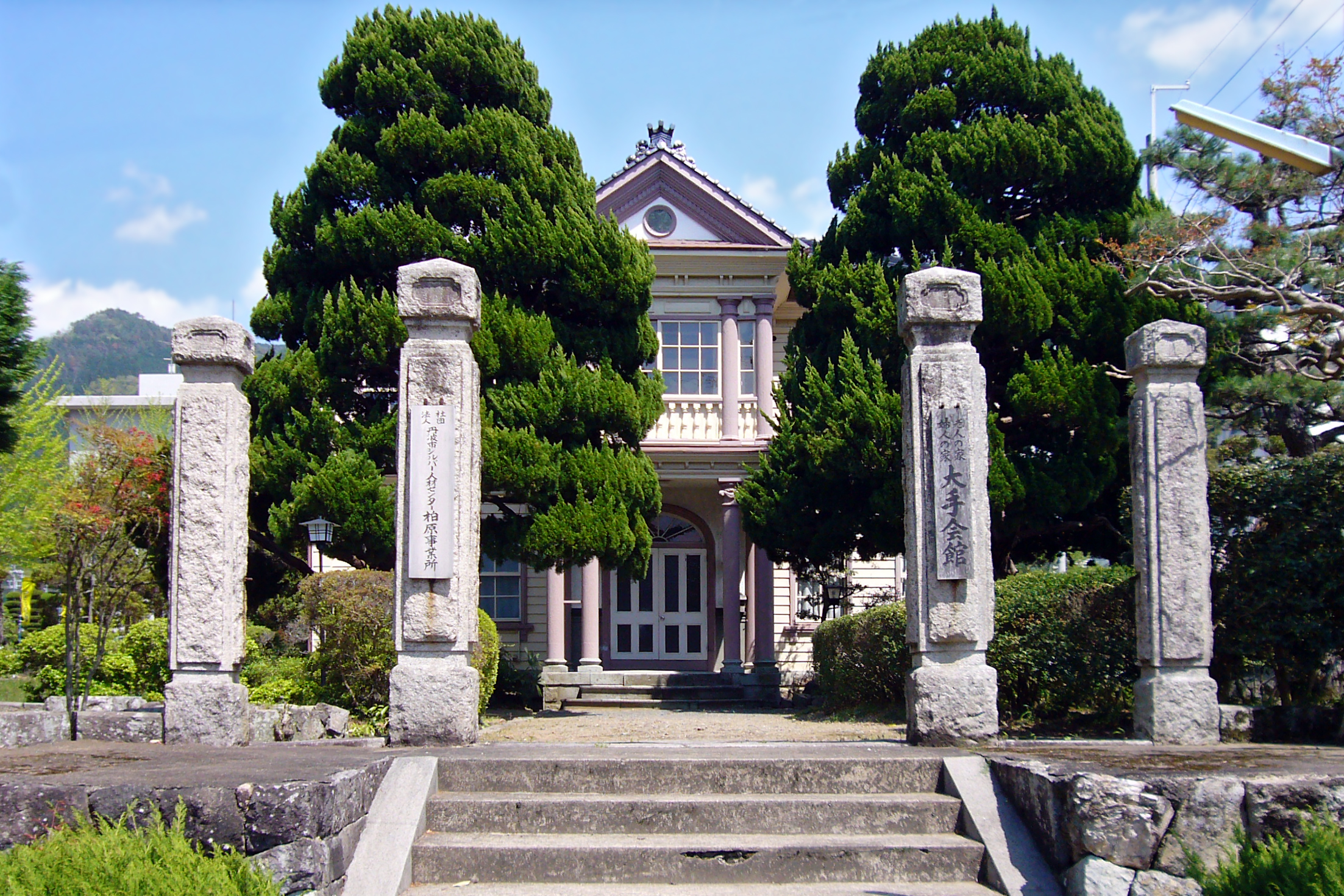
正門（2006年5月 撮影）

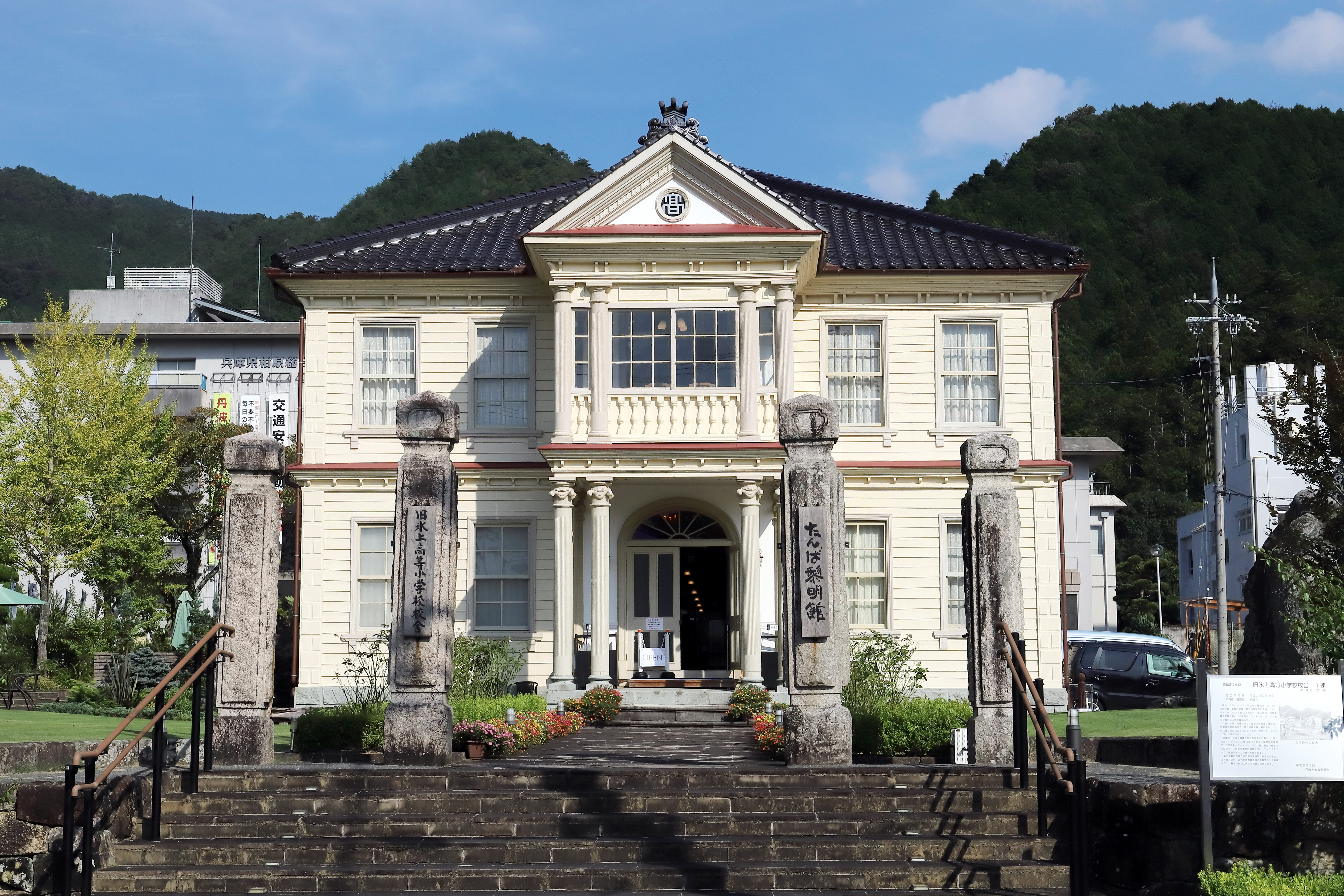
正面（2021年9月 撮影）

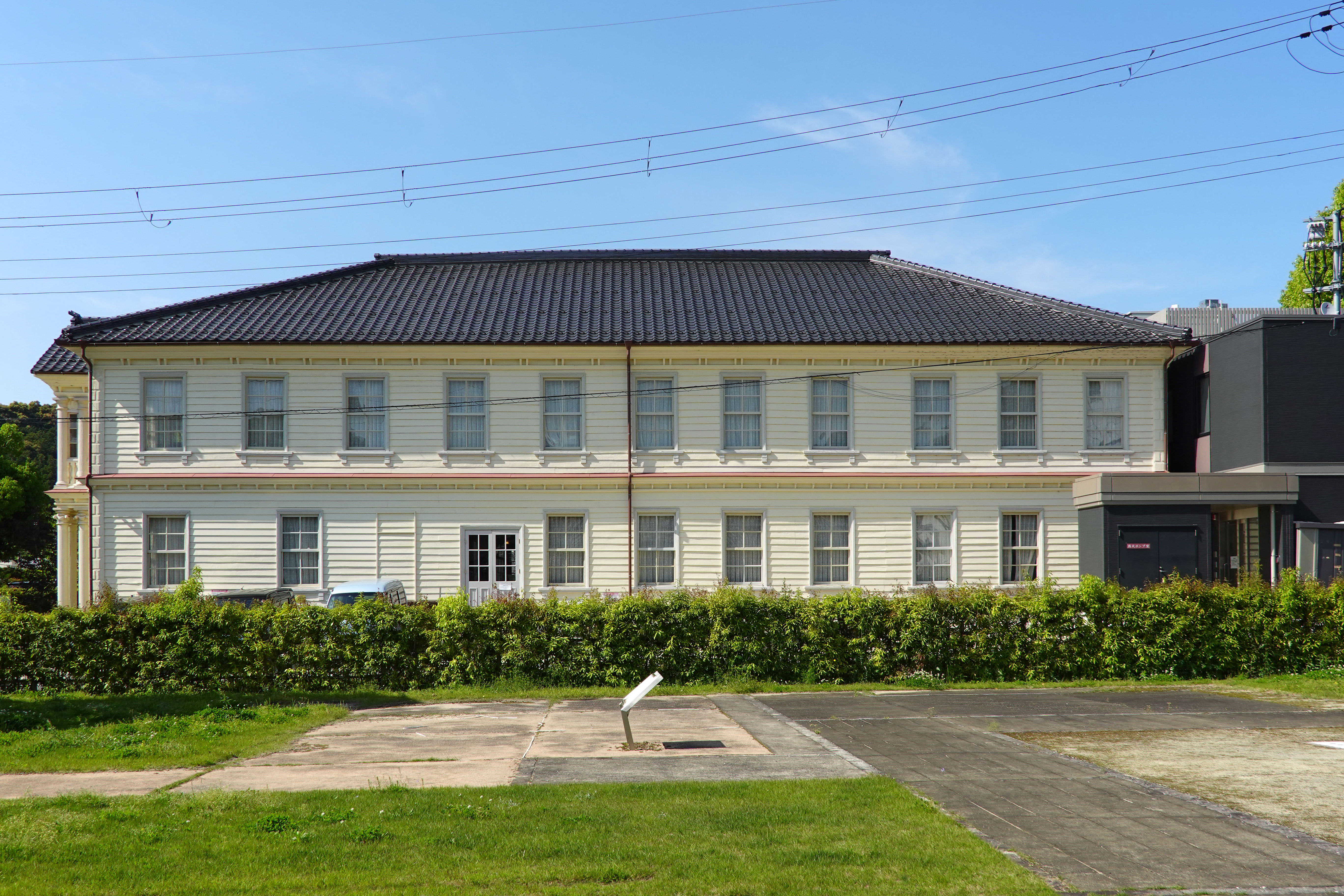
南面（2023年5月 撮影）

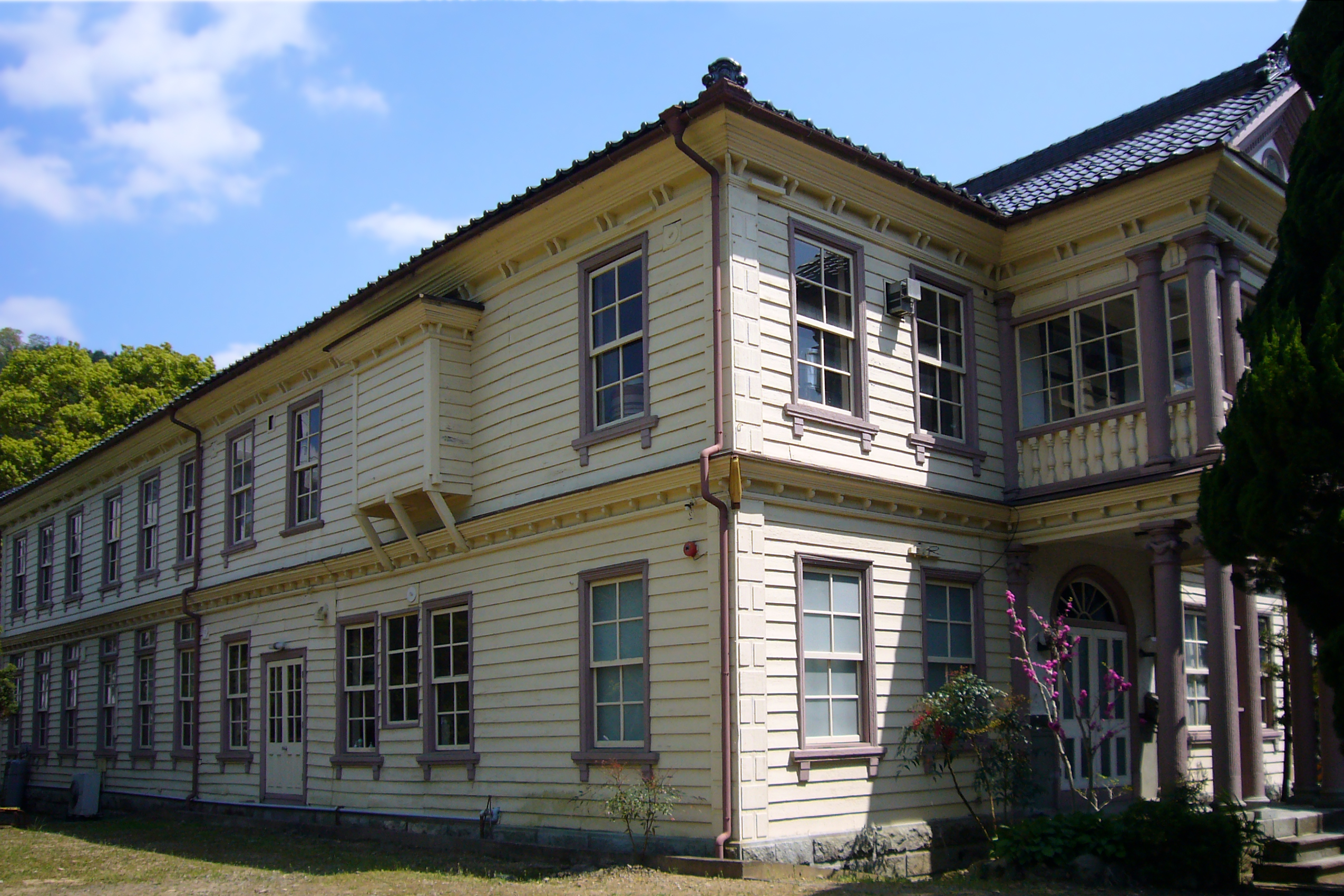
北面（2006年5月 撮影）

旧氷上郡各町村組合立高等小学校（きゅうひかみぐんかくちょうそんくみあいりつこうとうしょうがっこう）は、兵庫県丹波市にある明治前期の洋風建造物、兵庫県指定文化財。
1885年（明治18年）に竣工した木造2階建て下見板張りの校舎建築で、玄関部に特徴があり、2階バルコニーの下支えに6本の円柱が据えられ、扉上部の飾り窓にはステンドグラスがはめ込まれている。

## 歴史
- 1885年 - 氷上郡各町村組合立高等小学校（後、氷上第一高等小学校に改称）校舎として竣工、使用される[1]。
- 1895年 - 組合解散に伴い、柏原町立柏原高等小学校設立。同校校舎として使用される[1]。
- 1897年 - 柏原高等小学校が崇広尋常小学校（現丹波市立崇広小学校）に移転、同校と合併する[1]。
- 1897年 - 氷上郡立柏原病院の舎屋として利用される（1905年まで）。
- 1909年 - 氷上郡立柏原高等女学校（兵庫県立柏原高等学校の前身の一校）の校舎となる。俳人の細見綾子らを輩出する。
- 1948年 - 兵庫県立柏原高等学校の同窓会館となり、校舎としての使用を終える。
- 1963年〜1964年 - 補強工事が実施される。
- 1966年 - 柏原町指定文化財となる。
- 1969年 - 氷上郡教育委員会事務所となる。建物の一部を障害を持つ児童たちの教室として使用される。
- 1981年 - 修復、改修工事が実施される。高齢者や婦人の社会教育施設として使用される。
- 1987年 - シルバー人材センターの事務所として使用される。
- 2006年 - 安全性の問題から使用が中止される。
- 2009年 - 兵庫県指定重要有形文化財となる。
- 2015年 - 耐震改修工事を経て4月よりレストランやライブラリーカフェを備えた「たんば黎明館」として使用されている。

## 建築概要
- 竣工 - 1885年
- 構造 - 木造、地上2階、寄棟造、瓦葺、外壁下見板張
- 所在地 - 兵庫県丹波市柏原町柏原688-3
- 備考 - 兵庫県指定重要有形文化財（2009年指定）

## 交通アクセス
- JR福知山線 柏原駅 徒歩10分

## 周辺情報
- 兵庫県丹波県民局
- 柏原簡易裁判所
- 柏原藩陣屋跡 - 国の史跡（隣接）
  - 柏原藩織田家旧邸長屋門（隣接）
- 織田家廟所
- 柏原町民俗資料館（田ステ女記念館）（隣接）
- 柏原八幡神社 - 1024年創建、1585年建立の社殿が国の重要文化財
- 兵庫県立柏原高等学校記念館 - 明治44年築の洋風校舎建築
- 木の根橋 - 県天然記念物
- 丹波市役所柏原支所
- 太鼓やぐら